# This Night
This Night ist der erste Film des deutschen Regisseurs, Autors und Darstellers Rainer Werner Fassbinder aus dem Jahr 1966, den dieser im Alter von 21 Jahren drehte.
Über den Inhalt des im Juli 1966 entstandenen Kurzfilms ist nichts bekannt. Er gilt als verschollen. Überliefert ist, dass er auf 8 mm und in Farbe gedreht wurde.
Der Schauspieler Christoph Roser finanzierte den Film. Regie, Drehbuch und Kamera führte Fassbinder selbst. Auch vor der Kamera soll der Regisseur bei seinem Erstling agiert haben.
Nach diesem Film drehte Fassbinder im November 1966 den Schwarzweiß-Kurzfilm Der Stadtstreicher, seinen ersten erhaltenen Film.